# Samica Kierska
Samica Kierska (także: Samica Obornicka) – rzeka w województwie wielkopolskim, lewy dopływ Warty.

## Nazwa
Nazwa pochodzi od wyrazu pospolitego samica, w staropolszczyźnie – głównego koryta rzeki. Nazwa ta notowana była już w 1413.

## Przebieg
Jej źródła znajdują się w niewielkim, bagnistym zagłębieniu pomiędzy wzgórzami moreny czołowej stadiału poznańskiego położonym ok. 1,5 km na zachód od Jeziora Kierskiego. Do tego jeziora też wpływa w jego północno-zachodnim krańcu, a wypływa w północno-wschodnim. Następnie przepływa przez Jezioro Kierskie Małe i kieruje się na północ, aby skręcić na północny zachód w kierunku Warty, do której uchodzi w osadzie Ruks-Młyn.
Dolina Samicy jest zabagniona, szczególnie w pobliżu wsi Objezierze, gdzie rzeka płynie w rynnie osuszonego jeziora. W dolnym odcinku bieg Samicy staje się bardziej kręty, a brzegi porasta las. Nad rzeką znajdują się Kiekrz (zarówno wieś jak i część Poznania), Chrustowo i Niemieczkowo Dwór.
Uchodzi do Warty za osadą Ruks-Młyn niedaleko Kiszewa, w którym funkcjonowała dawniej przeprawa promowa osobowo-samochodowa Kiszewo-Dołęga.

## Przyroda
W zlewni Samicy zlokalizowano 5 stanowisk rodzinnych bobra europejskiego (2006). Część biegu podlega ochronie za pomocą Obszaru Chronionego Krajobrazu Doliny Samicy Kierskiej. Cenne z przyrodniczego punktu widzenia są stawy rybne w Objezierzu.

## Galeria

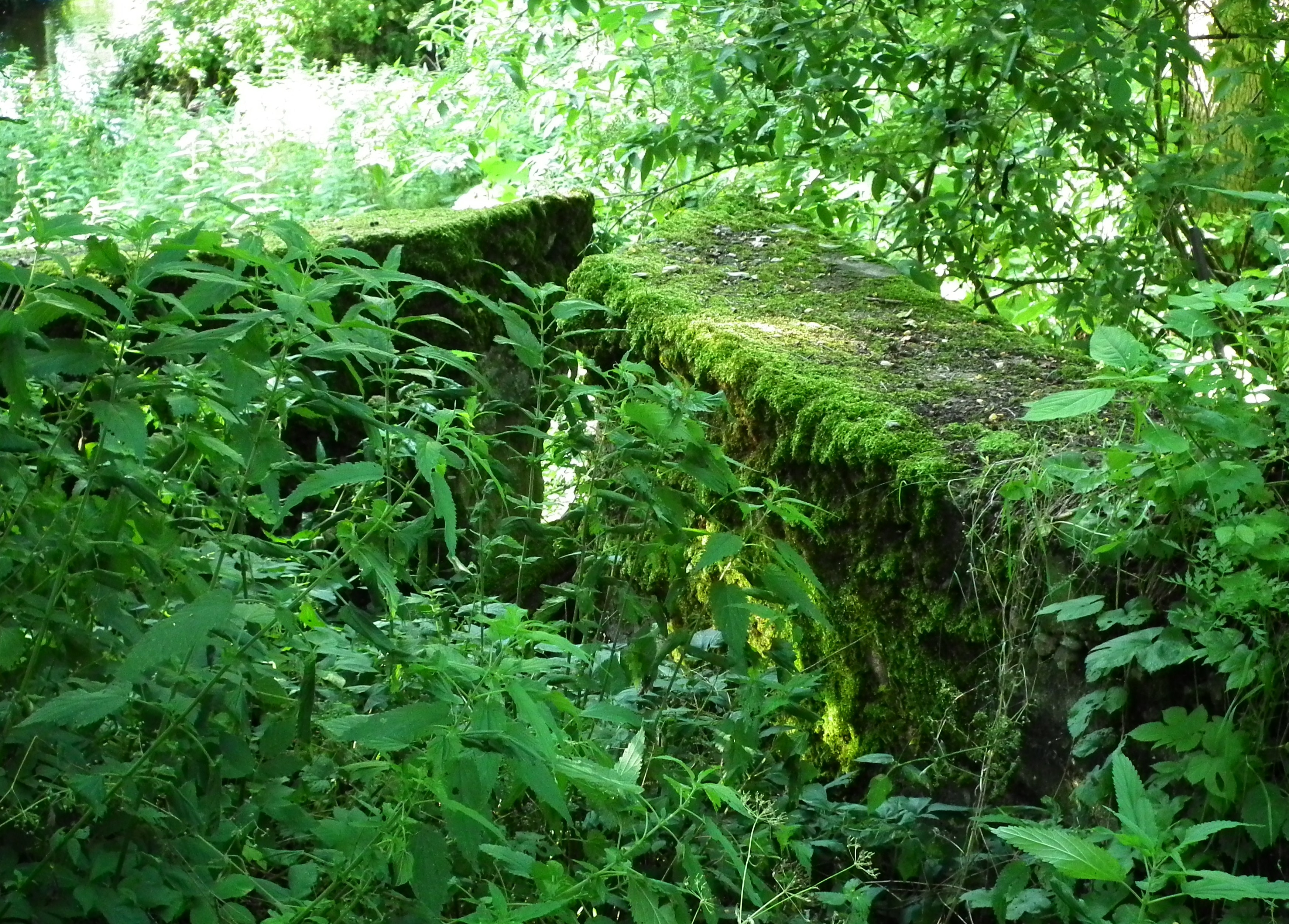
Ruiny mostu pod Niemieczkowem
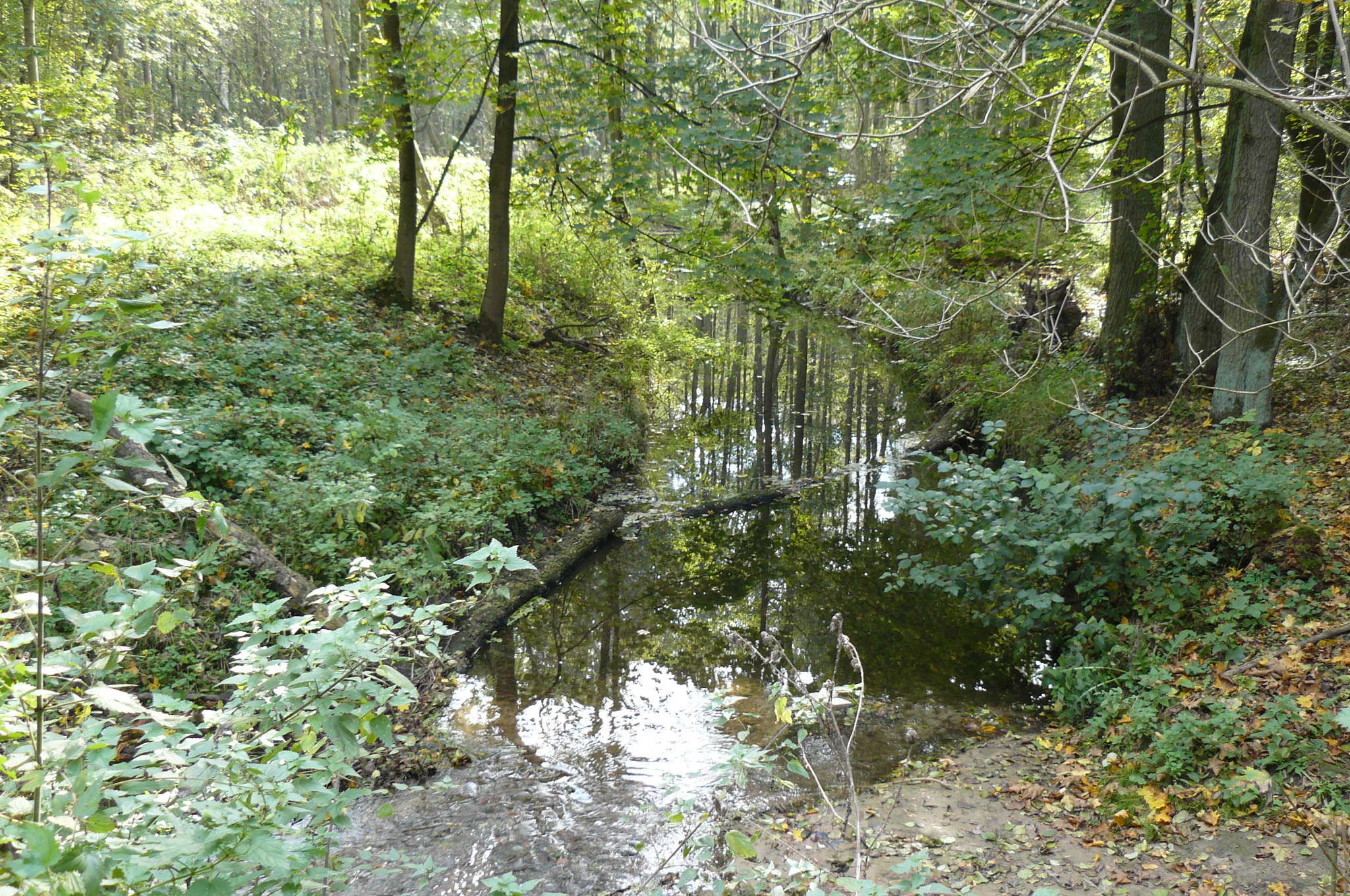
Okolice Sepna
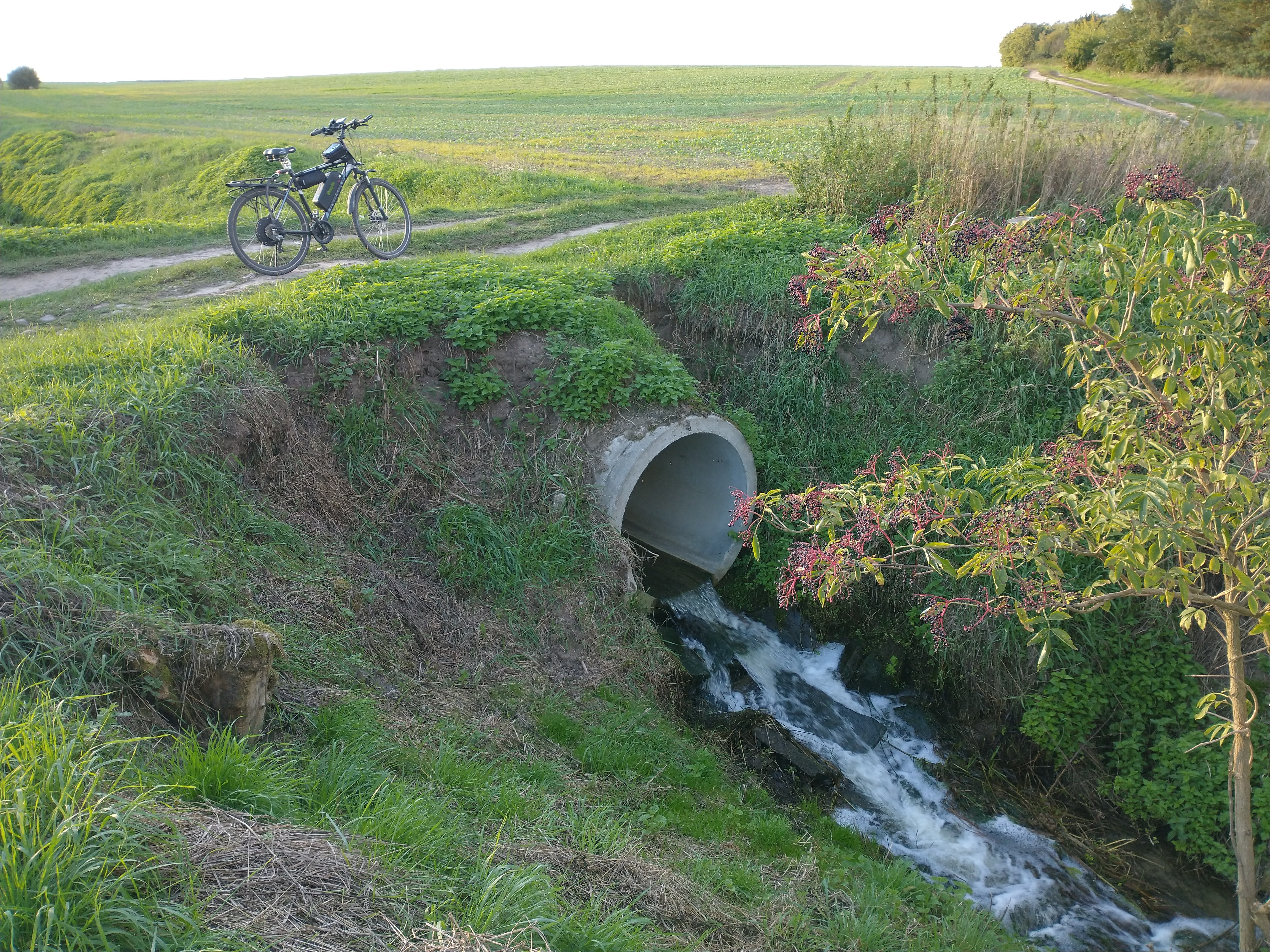
Rzeka na północ od Bytkowa